# Zoo Roshen de Tcherkassy
Le zoo Roshen de Tcherkassy  est une institution culturelle municipale ukrainienne classée.

## Description
Le zoo est une extension de la station des jeunes naturalistes et comprenait quatre-vingt six espèces. En 2017 une extension Loups et ours est inaugurée et financée par l'entreprise Roshen, elle accueillait deux ours, cinq à six loups et autant de loutres.

## En images

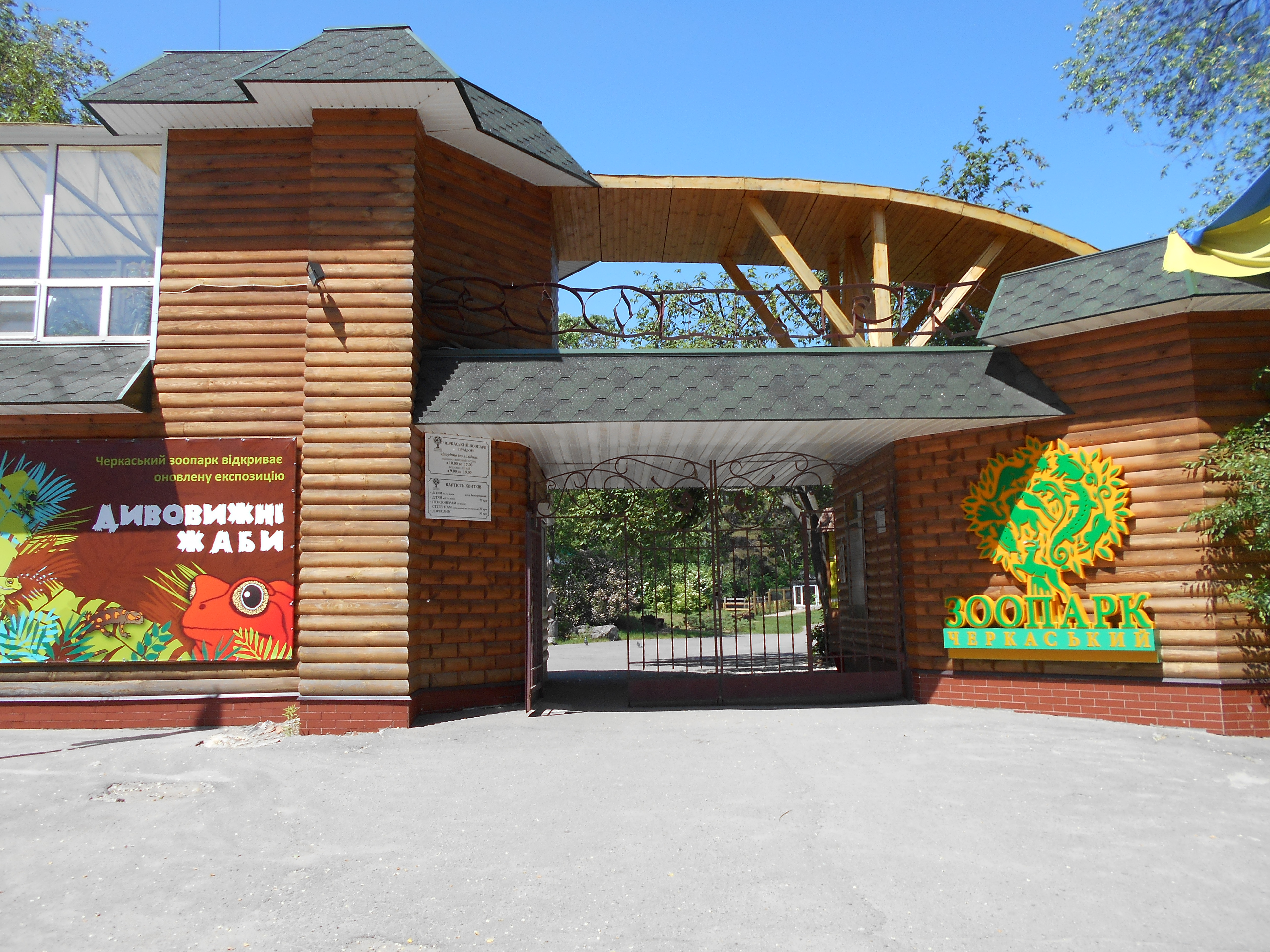
Accueil,
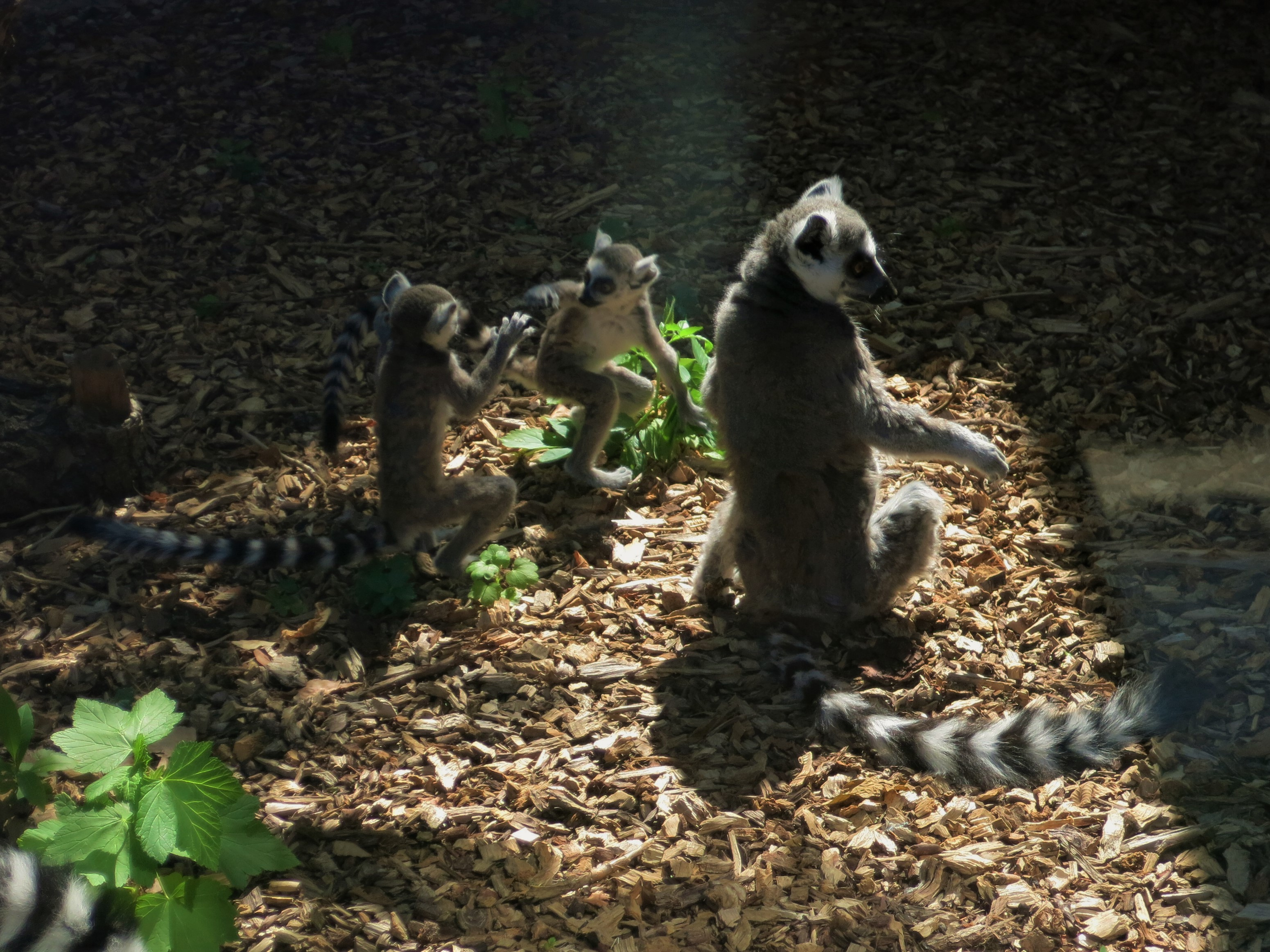
Lémur catta,
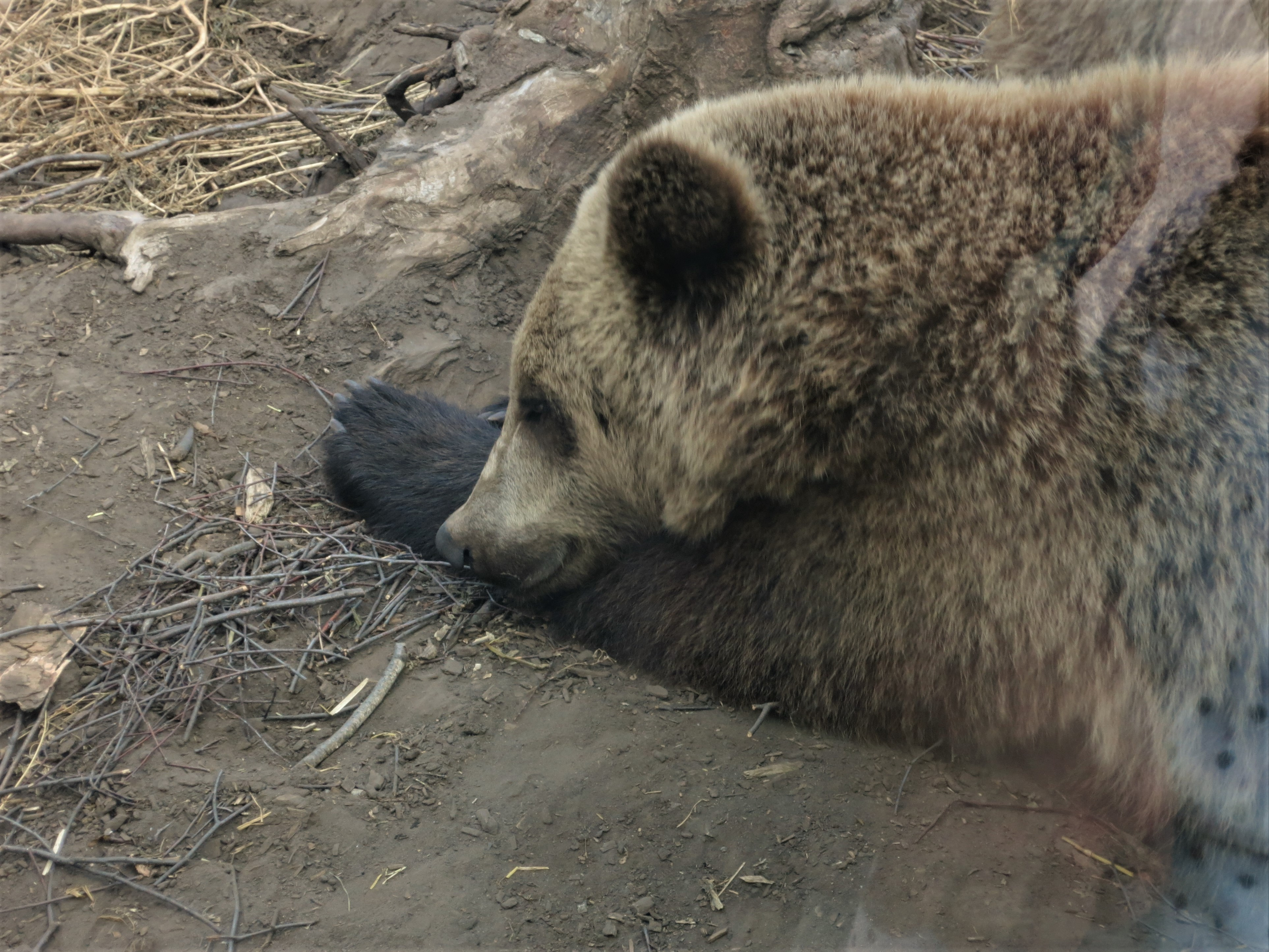
ours brun,
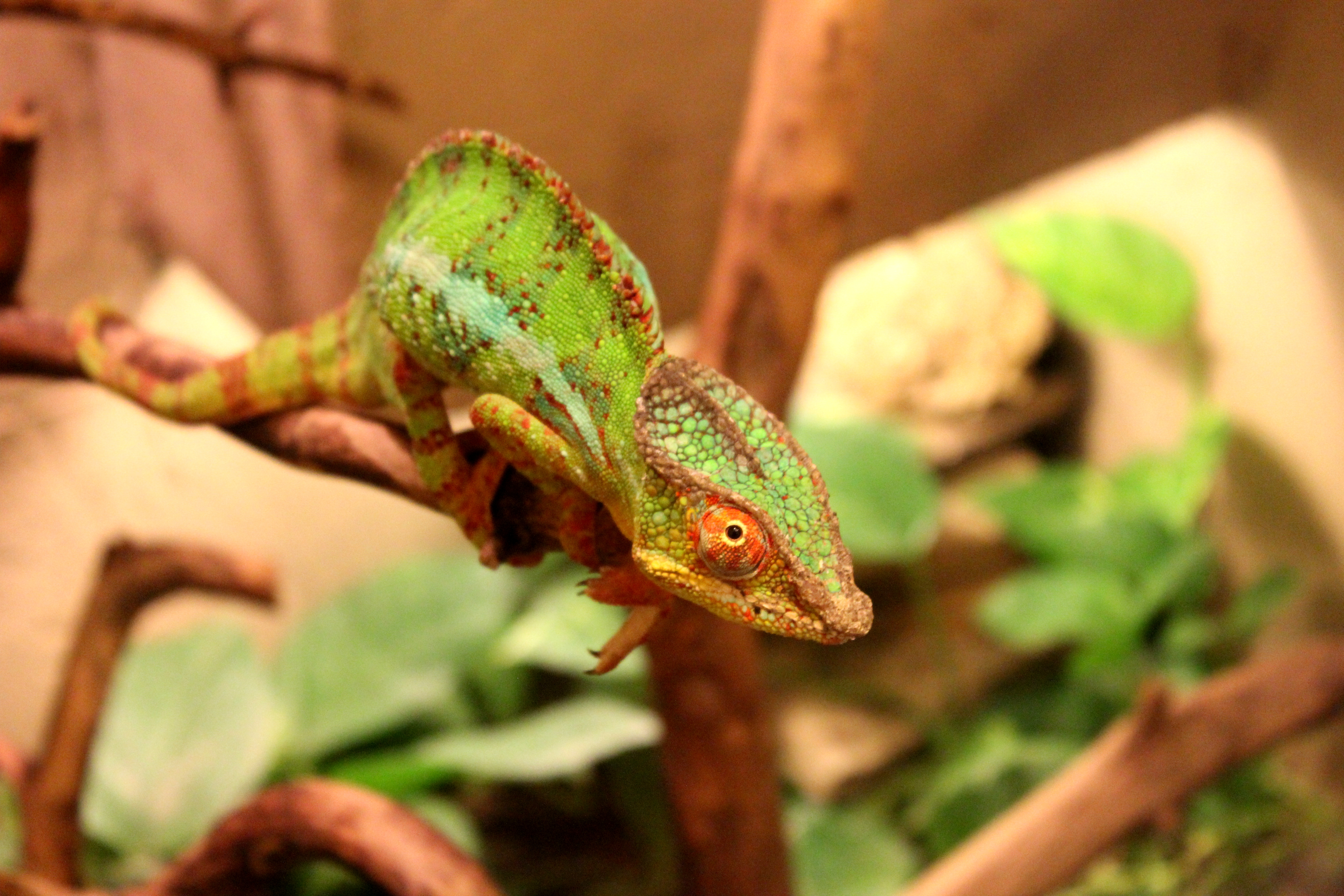
caméléon,
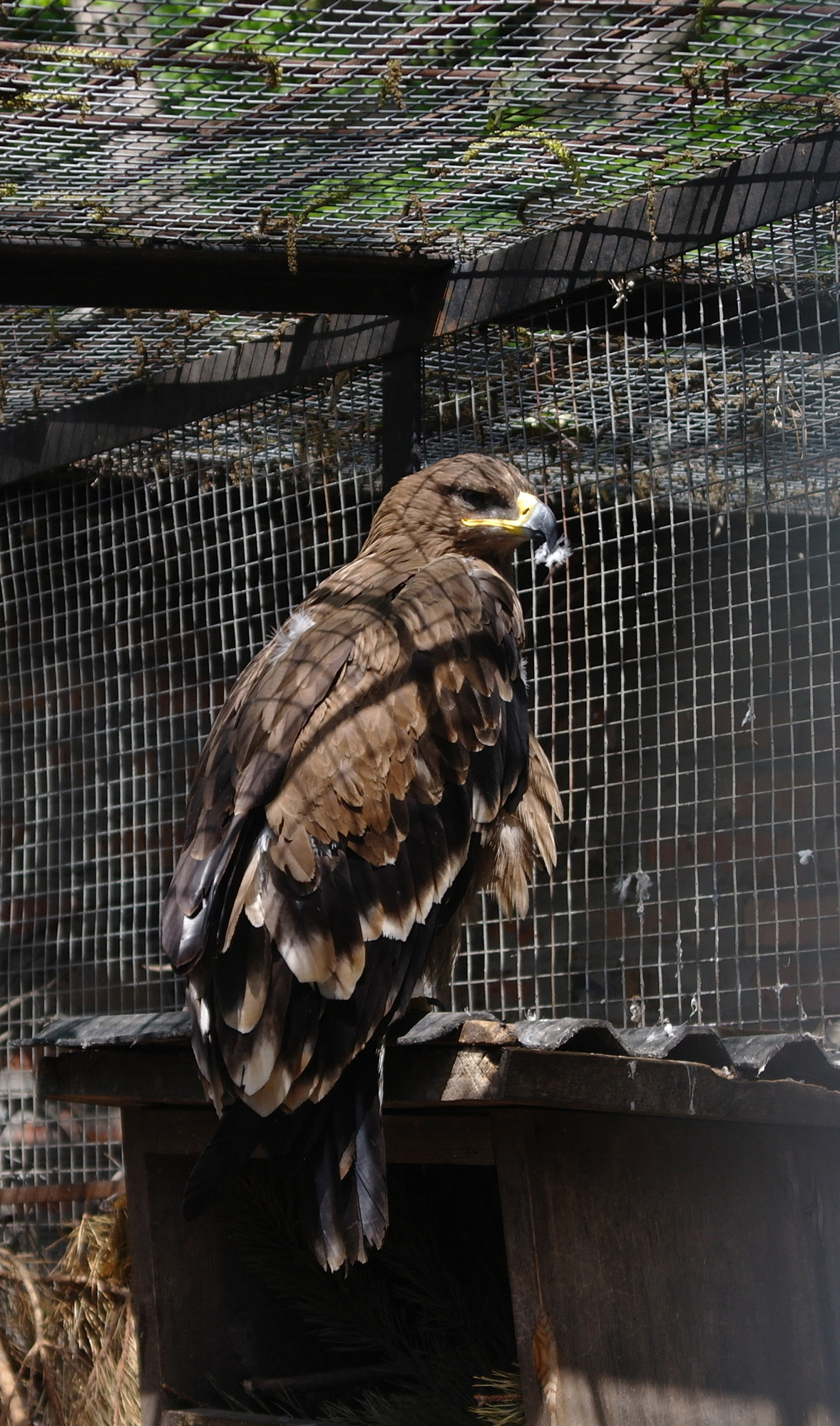
aigle,
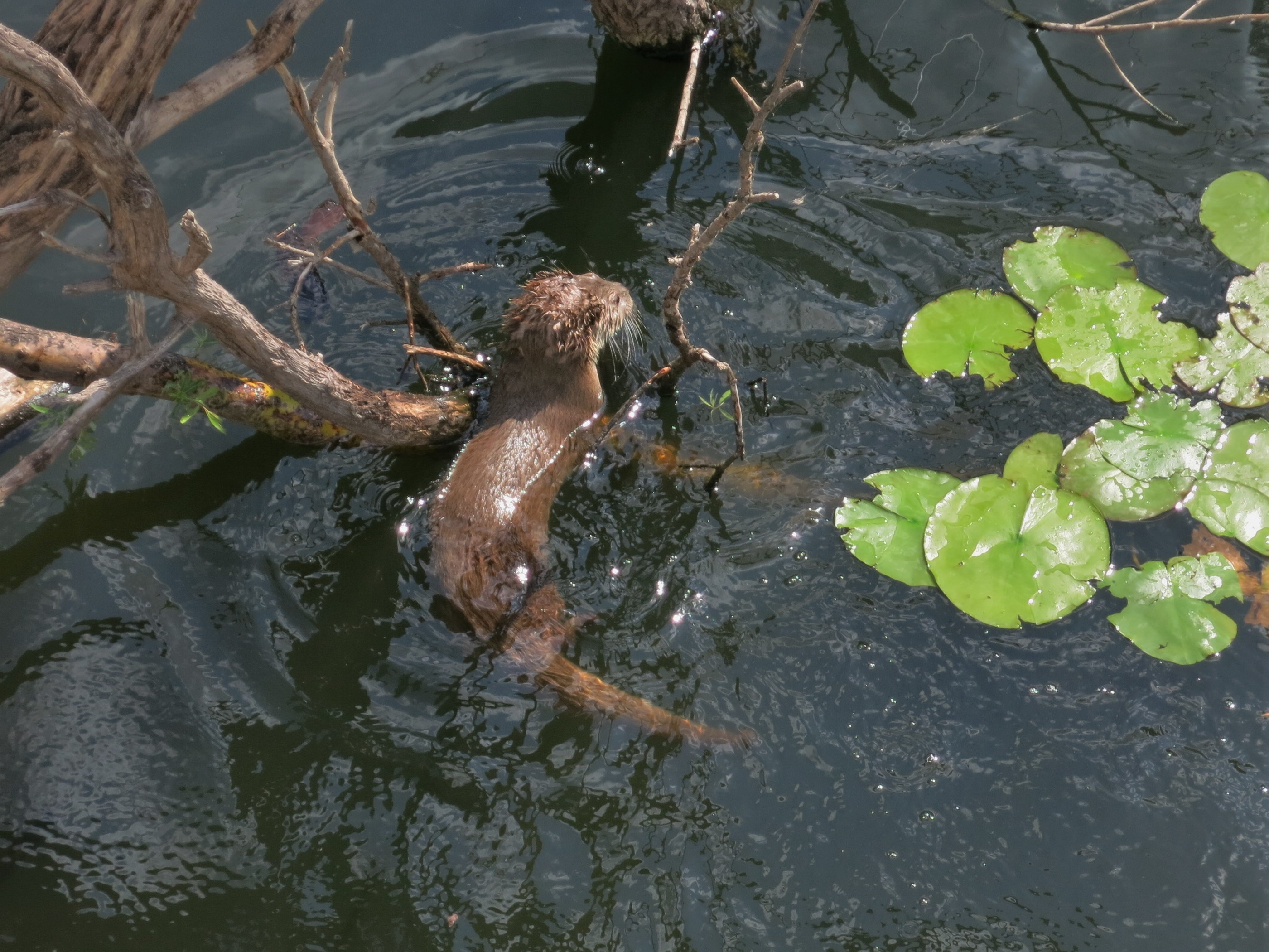
loutre d'Europe,
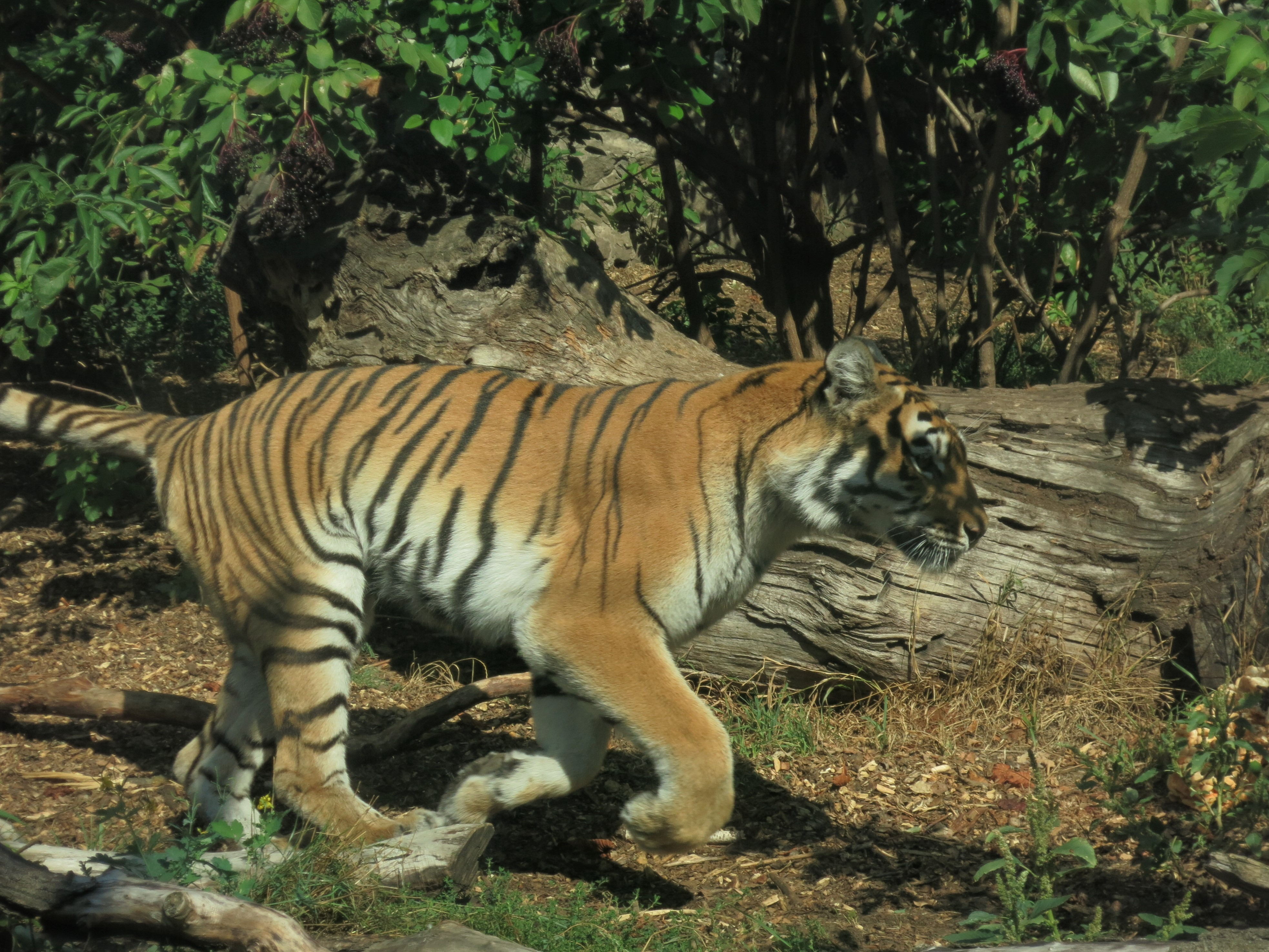
tigre.